# Neu-Ulm 21

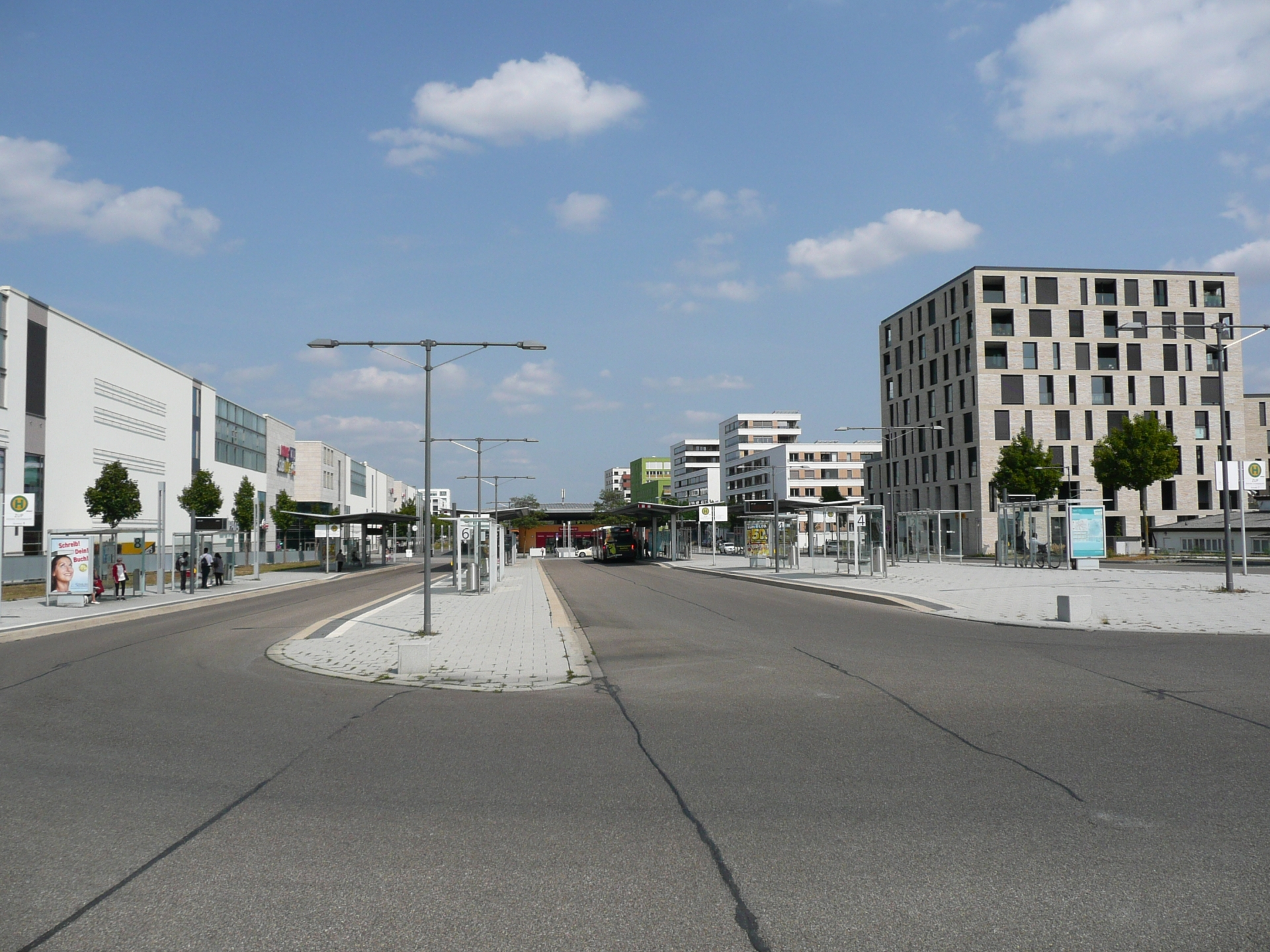
Sichtachse Neu-Ulm 21 entlang der neubebauten Meininger Allee über den Busbahnhof ZUP

Das Projekt Neu-Ulm 21 ist, neben Stuttgart 21 und der Schnellfahrstrecke Wendlingen–Ulm, ein Teil der Neu- und Ausbaustrecke Stuttgart–Augsburg der Deutschen Bahn AG. Im Rahmen des Projekts wurden die durch die Innenstadt von Neu-Ulm führenden Gleise der bestehenden Strecken Ulm–Augsburg sowie in Richtung Kempten tiefergelegt, die Filstalbahn ber Ulm hinaus bis Neu-Ulm verlängert und der Bahnhof Neu-Ulm durch einen Neubau ersetzt. Die dadurch freiwerdenden Flächen (18 Hektar) ermöglichen eine städtebauliche Neuentwicklung. Das Projekt geht auf einen Vorschlag des Verkehrswissenschaftlers Gerhard Heimerl aus dem Jahr 1988 zurück und ist eines der Bahnhof-21-Projekte.
Die Gesamtkosten wurden 2011 mit 198 Millionen Euro angegeben.

## Überblick

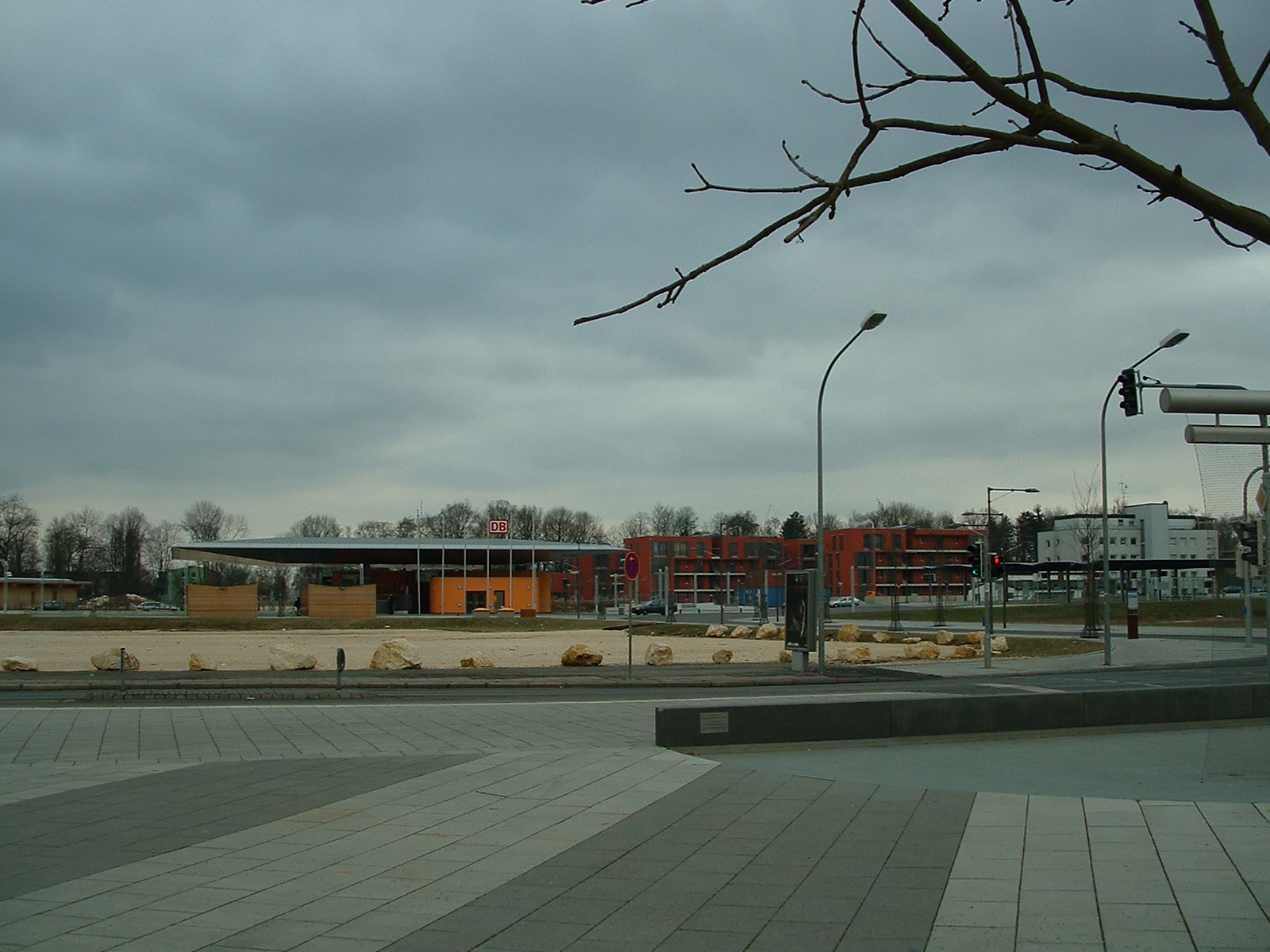
Bahnhof Neu-Ulm vom ehemaligen Bahnhofsplatz (heute: Heiner-Metzger-Platz) aus gesehen

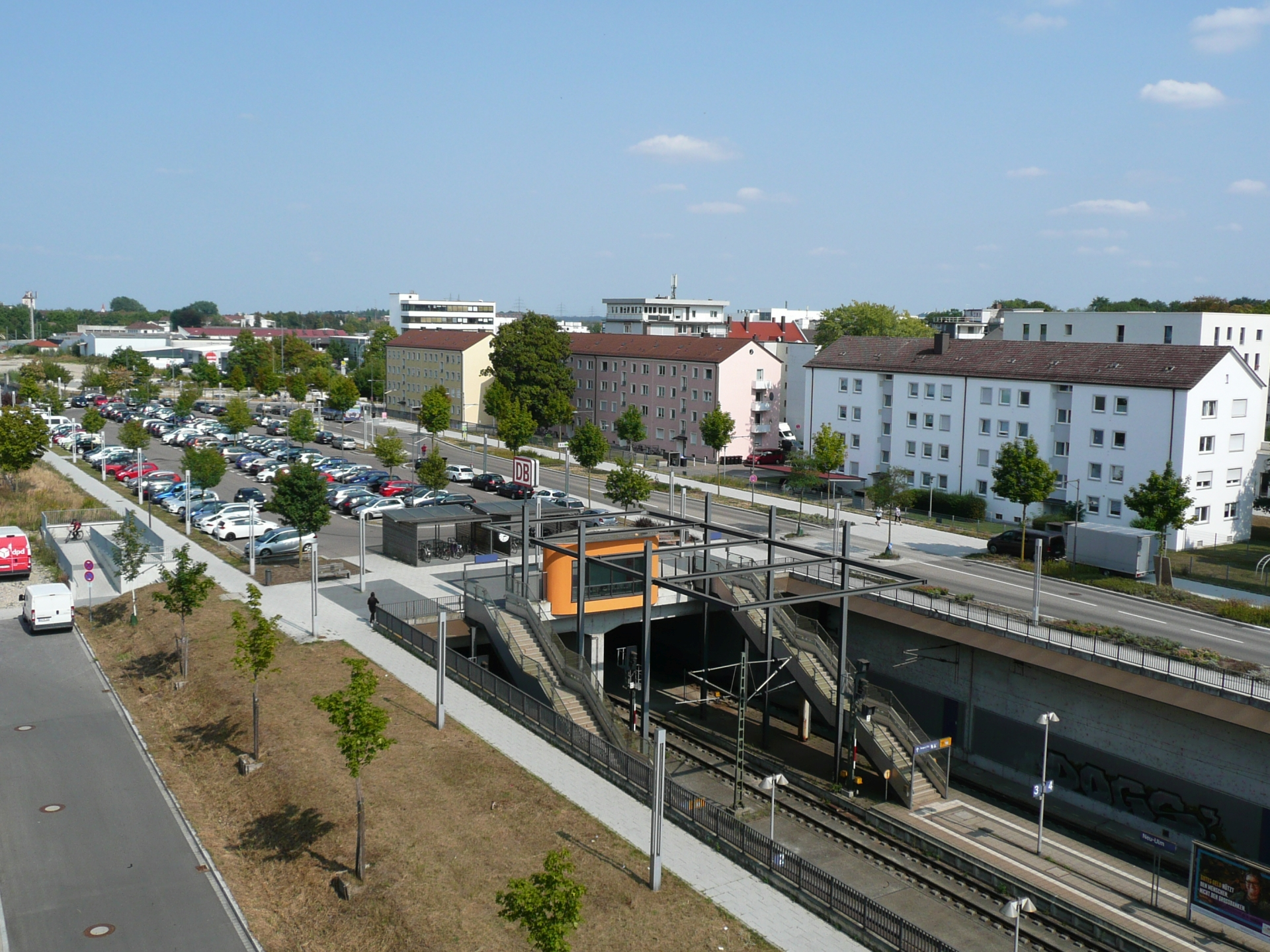
Park&Ride auf dem östlichen Trogdeckel

Nachdem das Projekt am 24. November 2007 offiziell abgeschlossen wurde, wurde in den folgenden Monaten ein Teil der bisher für den Eisenbahnverkehr genutzten Flächen in der Neu-Ulmer Innenstadt für die bayerische Landesgartenschau 2008 umgestaltet. Außerdem entstanden neue Wohneinheiten, Büroräume und ein Einkaufszentrum.
Kernstück von Neu-Ulm 21 ist der Umbau des Bahnhofs Neu-Ulm. Dabei wurde die Zahl der Bahngleise im Innenstadtbereich von 16 auf vier reduziert. Die Gleisanlagen wurden auf einer Länge von etwa vier Kilometern tiefer gelegt und um etwa 100 Meter verschoben. Im Innenstadtbereich verlaufen die Gleise jetzt in einem teilweise überdeckelten Trogbauwerk. Die Länge des Trogs ist 1483 m, die lichte Weite beträgt zwischen 21,5 m und 32,6 m. Auf dem westlichen Deckel des Trogs befinden sich das neue Empfangsgebäude und der Zentrale Umsteigepunkt (Busbahnhof). Auf dem östlichen Deckel des Trogs entstand ein Park-and-ride-Parkplatz.
Die Strecke aus Augsburg wurde teilweise viergleisig ausgebaut. Die beiden nördlichen Gleise dienen dabei dem Fernverkehr, die beiden südlichen dem Regionalverkehr. Zudem wurde die Bahnstrecke nach Kempten bis Höhe Europastraße zweigleisig ausgebaut. Dies machte einen Umbau des Haltepunkts Finninger Straße erforderlich. Verschiedene Industriegleisanschlüsse wurden angepasst.
Gleichzeitig mit Neu-Ulm 21, aber als eigenständiges Projekt, wurde der Ausbau der Donaubrücke von zwei auf vier Gleise realisiert. Dieser ist planungsrechtlich noch Teil der Schnellfahrstrecke Wendlingen–Ulm (Abschnitt 2.5a2). Die 19 Millionen Euro teure Brücke ist Mitte November 2007 in Betrieb genommen worden. Der auf Neu-Ulmer Seite an die Donaubrücke anschließende Bahndamm wurde auf vier nebeneinander liegende Gleise verbreitert. Dazu mussten die Eisenbahnüberführungen über die Schützenstraße und den Philosophenweg bei laufendem Betrieb umgebaut werden.
Im Zuge des Projekts wurden die Gleisanlagen auf einer Länge von rund 3,6 km tiefergelegt. Damit entfielen auch drei Bahnübergänge.
Die freiwerdende Fläche entspricht einem Drittel der bisherigen Innenstadtfläche von Neu-Ulm.

## Geschichte

### Planung
Das Raumordnungsverfahren für den Bereich zwischen Wendlingen, Ulm und Neu-Ulm lief von 1995 und 1997. Das Projekt Neu-Ulm 21 wurde im Februar 1996 vorgestellt. Im gleichen Jahr wurde ein erstes städtebauliches Konzept für Neu-Ulm 21 vorgelegt.
Am 5. Dezember 1997 unterzeichneten Vertreter der Bundesrepublik Deutschland, des Freistaats Bayern, der Stadt Neu-Ulm und der Deutschen Bahn AG im Neu-Ulmer Rathaus eine Rahmenvereinbarung über das Projekt. Das 300 Millionen D-Mark umfassende Projekt sollte demnach bis 2003 umgesetzt werden. Davon sollten 177 Mio. D-Mark durch den Bund, 55 Mio. D-Mark durch den Freistaat, 36 Mio. D-Mark durch die Stadt und 31 Mio. D-Mark durch die Deutsche Bahn AG aufgebracht werden. Die Planfeststellungsunterlagen sollten ab Mitte 1998 beim Eisenbahn-Bundesamt eingereicht werden. Die Eröffnung war zum Sommerfahrplan 2003 vorgesehen.
Laut Angaben der Deutschen Bahn seien die geschätzten Kosten nur wenig über denen für einen dringend notwendigen konventionellen Umbau gelegen. Nach Angaben des Unternehmens von 1996 wäre die Tieferlegung der Gleise nicht teurer als ohnehin vorgesehene Maßnahmen nach dem Eisenbahnkreuzungsgesetz. Der damalige Bundesverkehrsminister Matthias Wissmann betonte bei Unterzeichnung der Rahmenvereinbarung, der Bundesanteil sei auf den Anteil beschränkt, der ohnehin für den konventionellen Neu- und Ausbau der Bahnanlagen vorgesehen sei.
1998 wurde ein städtebauliches Gutachterverfahren durchgeführt. Im November 1998 beschloss der Neu-Ulmer Stadtrat den städtebaulichen Rahmenplan für das Projekt. Am 8. März 1999 wurde das Planfeststellungsverfahren eingeleitet, im Dezember gleichen Jahres wurde das Anhörungsverfahren abgeschlossen. Der Planfeststellungsbeschluss wurde am 25. Oktober 2001 erlassen. Das Projekt bildete den Planfeststellungsabschnitt 2.5b der Neu- und Ausbaustrecke Stuttgart–Ulm–Augsburg.
Mitte Februar 2001 einigten der Bund und die Länder Bayern und Baden-Württemberg auf eine Vorfinanzierung des Projekts Stuttgart 21, der Neubaustrecke Wendlingen–Ulm und Neu-Ulm 21. Die Gesamtkosten der Vorfinanzierung der beiden Projekte wurde mit 1,26 Milliarden D-Mark angegeben. Das Land Bayern übernahm dabei die Kosten für den Bereich von Neu-Ulm. Der Landesanteil von Baden-Württemberg wurde auf knapp über eine Milliarde D-Mark beziffert. Der Bund verpflichtete sich, seinen Anteil ab 2011 über acht Jahre hinweg zu leisten. Das Land Bayern schloss, mit Zustimmung des Bundes, eine Vereinbarung zur Vorfinanzierung ab. Diese wurde inzwischen (Stand: März 2012) teilweise „im Rahmen der SV1“ abgelöst. Der Aufsichtsrat der Deutschen Bahn billigte daraufhin am 14. März 2001 die Fortführung der Planung.
Am 12. August 2002 unterzeichneten Vertreter von Land, Bahn und Stadt eine zweite Ergänzungsvereinbarung zur Rahmenvereinbarung. Der Freistaat Bayern verpflichtete sich darin, den Bundesanteil von 93,2 Millionen Euro vorzufinanzieren. Insgesamt waren Gesamtkosten von 159 Millionen Euro vorgesehen. Der Freistaat trug daneben seinen Eigenanteil von 29 Millionen Euro. Der Ausbau der Donaubrücke Ulm war Teil des Vorhabens. Die Bauarbeiten sollten im September 2003 beginnen und bis zum Jahr 2006 dauern. Die Inbetriebnahme war für den Jahresbeginn 2007 vorgesehen und die endgültige Fertigstellung im Jahr 2008.
Das Projekt sollte für die 2008 in Neu-Ulm stattfindende Landesgartenschau vorgezogen werden. Durch die Vorfinanzierung sei es möglich geworden, den von der Deutschen Bahn vorgesehenen Inbetriebnahmetermin im Jahr 2011 vorzuverlegen.
Das Projekt wurde zunächst von der DBProjekt GmbH Stuttgart 21 geplant, die später als DB Projekte Süd GmbH firmierte.

### Bau

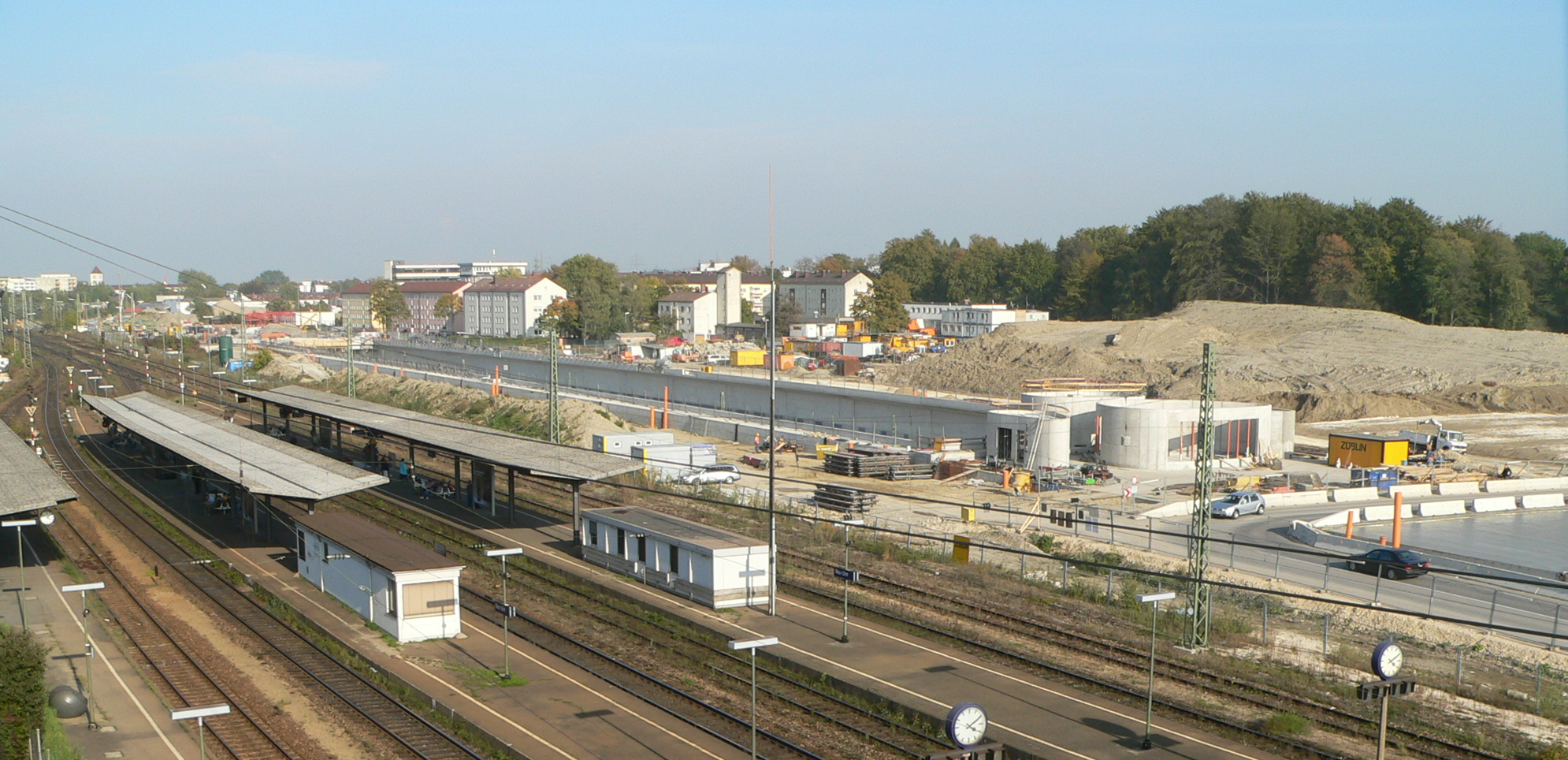
2006 rechts der noch in Bau befindliche neue Bahnhof, links der alte Bahnhof

Die Bauarbeiten begannen am 18. März 2003. Der erste Spatenstich wurde am 18. September 2003 gefeiert. Bei Kosten von fast 160 Millionen Euro wurde mit der Fertigstellung für Anfang 2008 gerechnet. Aufgrund einer Vorfinanzierung durch das Land Bayern war Neu-Ulm 21 das einzige bayerische Schienenwegeprojekt, das nicht aufgrund rückläufiger Bundesmittel verzögert oder eingestellt werden musste.
Insgesamt wurden 6,2 km Strecke neu gebaut, darunter 2,2 km auf der Strecke Richtung Kempten. Rund 600.000 m³ Aushubmassen wurden ausgehoben und weitgehend baustellennah wieder eingebaut. Rund 40.000 Menschen besuchten die Baustelle.

### Betrieb
Das Projekt wurde, zusammen mit der neuen Donaubrücke, am 18. November 2007 in Betrieb genommen. Die feierliche Inbetriebnahme folgte am 24. November 2007 unter Anwesenheit von Bayerns Ministerpräsident Günther Beckstein, Bundesverkehrsminister Wolfgang Tiefensee und Baden-Württembergs Innenminister Heribert Rech. Zunächst wurden die Regionalgleise in Betrieb genommen, die Ferngleise folgten kurz danach. Seitdem verläuft der gesamte Zugverkehr auf den neuen Gleisen im Trog.
Anfang 2012 liefen unter anderem noch Restarbeiten, Mängelbeseitigung und Dokumentation.

## Kosten und Finanzierung
Die Gesamtkosten für den Umbau von Gleisen und Bahnhof beliefen sich auf 160 Millionen Euro.
Die „Sowieso-Kosten“ für den Streckenausbau im Bereich des Projekts Neu-Ulm 21 hätten laut Angaben der Stadt Neu-Ulm 61,8 Millionen Euro betragen. Diese Mittel wurden nach dem Bundesschienenwegeausbaugesetz bereitgestellt. Der Finanzierungsanteil der Deutschen Bahn habe sich darüber hinaus an den betrieblichen Vorteilen des Projekts orientiert.
2002 wurden 159 Millionen Euro angegeben. Davon sollten der Bund 93, der Freistaat Bayern 29, die Stadt Neu-Ulm 38 und die Deutsche Bahn AG 34 Millionen Euro tragen. 2011 wurden die Kosten mit 198 Millionen Euro angegeben.

## Städtebauliche Entwicklung

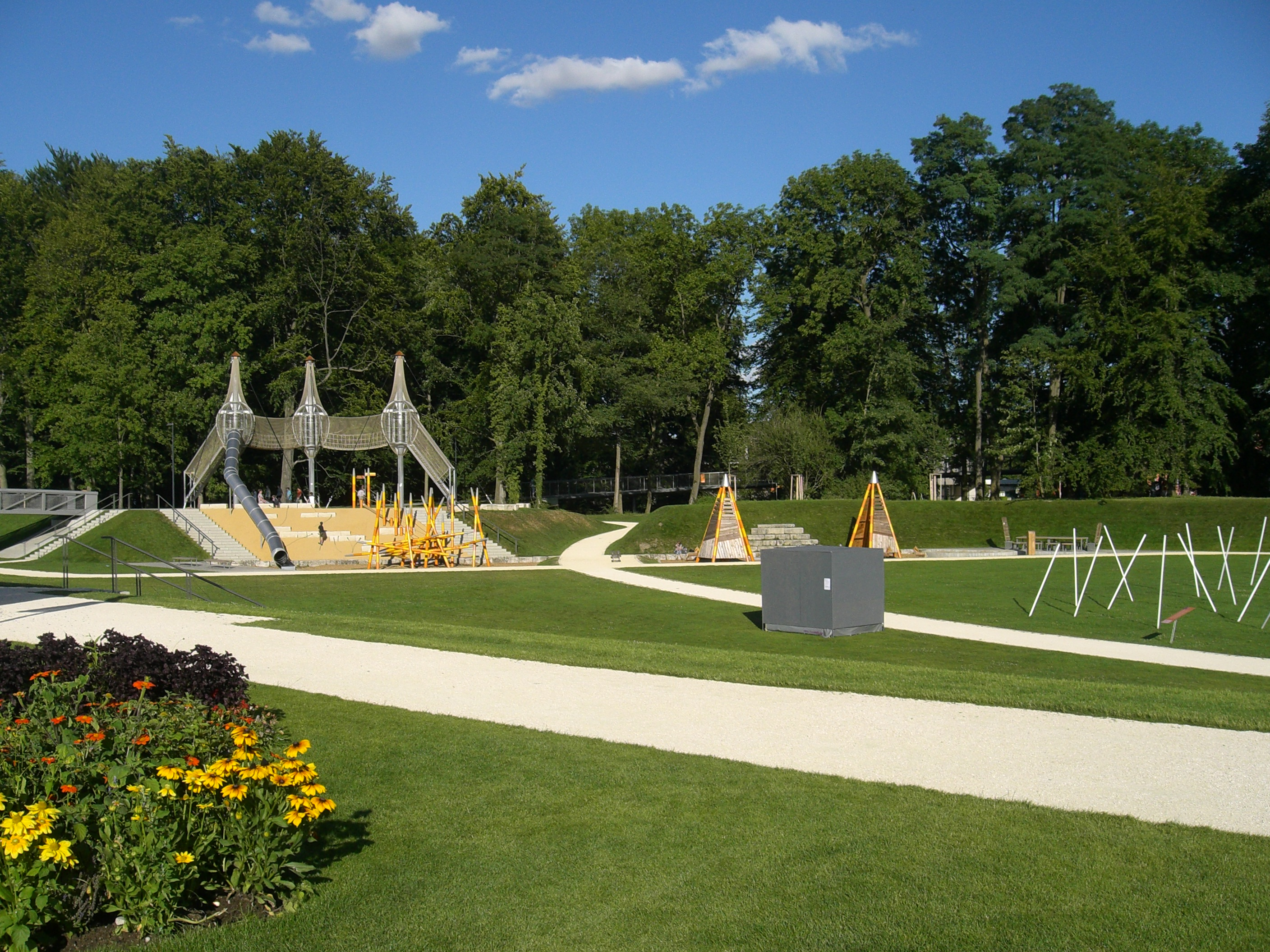
Spielplatz im Glacispark Ost während der Landesgartenschau 2008

Ausgangspunkt der Flächennachnutzung war die Landesgartenschau 2008, die unter anderem auf Teilen des ehemaligen Bahngeländes südlich des neuen Bahnhofs stattfand. Dort wurde in unmittelbarer Nähe des bestehenden Baumbestands der Stadtpark-Glacis erweitert, in dessen Westteil bereits 1980 eine Landesgartenschau stattfand. Neben umfangreichen Grünflächen entstand ein Spielplatz. Außerdem wurde die Grüne Brücke geschaffen, eine direkte Verbindungsachse für Fußgänger und Radfahrer zwischen Donauufer, Stadtmitte und den südlichen Stadtteilen Neu-Ulms bis hin zum Ludwigsfelder Baggersee. Im Bereich der ehemaligen Bahnflächen entstanden dafür mehrere Brückenkonstruktionen einerseits über den neuen Bahntrog und andererseits über die neuen Grünflächen sowie durch den Altbaumbestand hindurch, weiter über die Ringstraße ins Vorfeld-Wohngebiet.

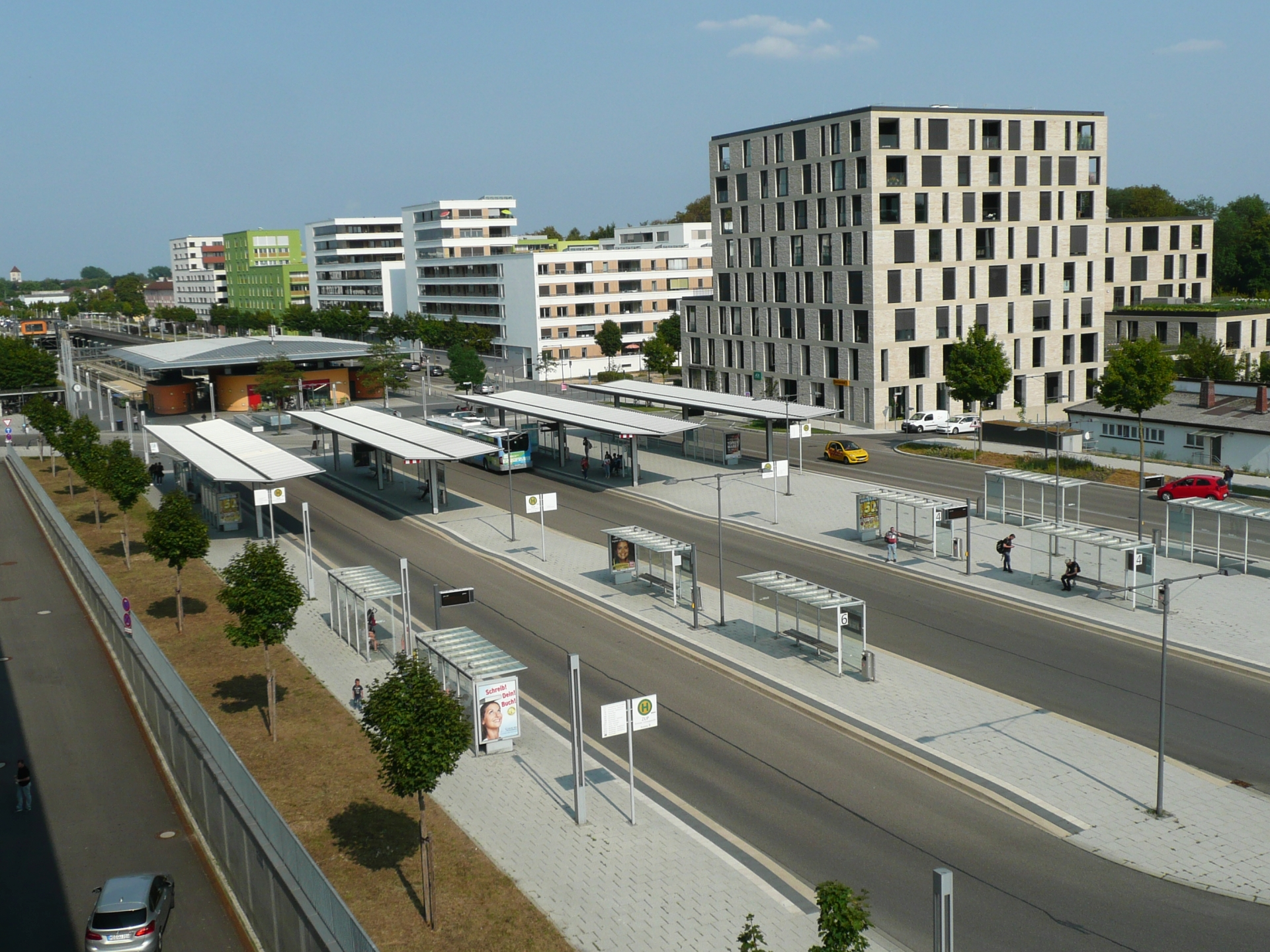
Zentraler Umsteigepunkt (ZUP) und die Neubebauung entlang der Meininger Allee

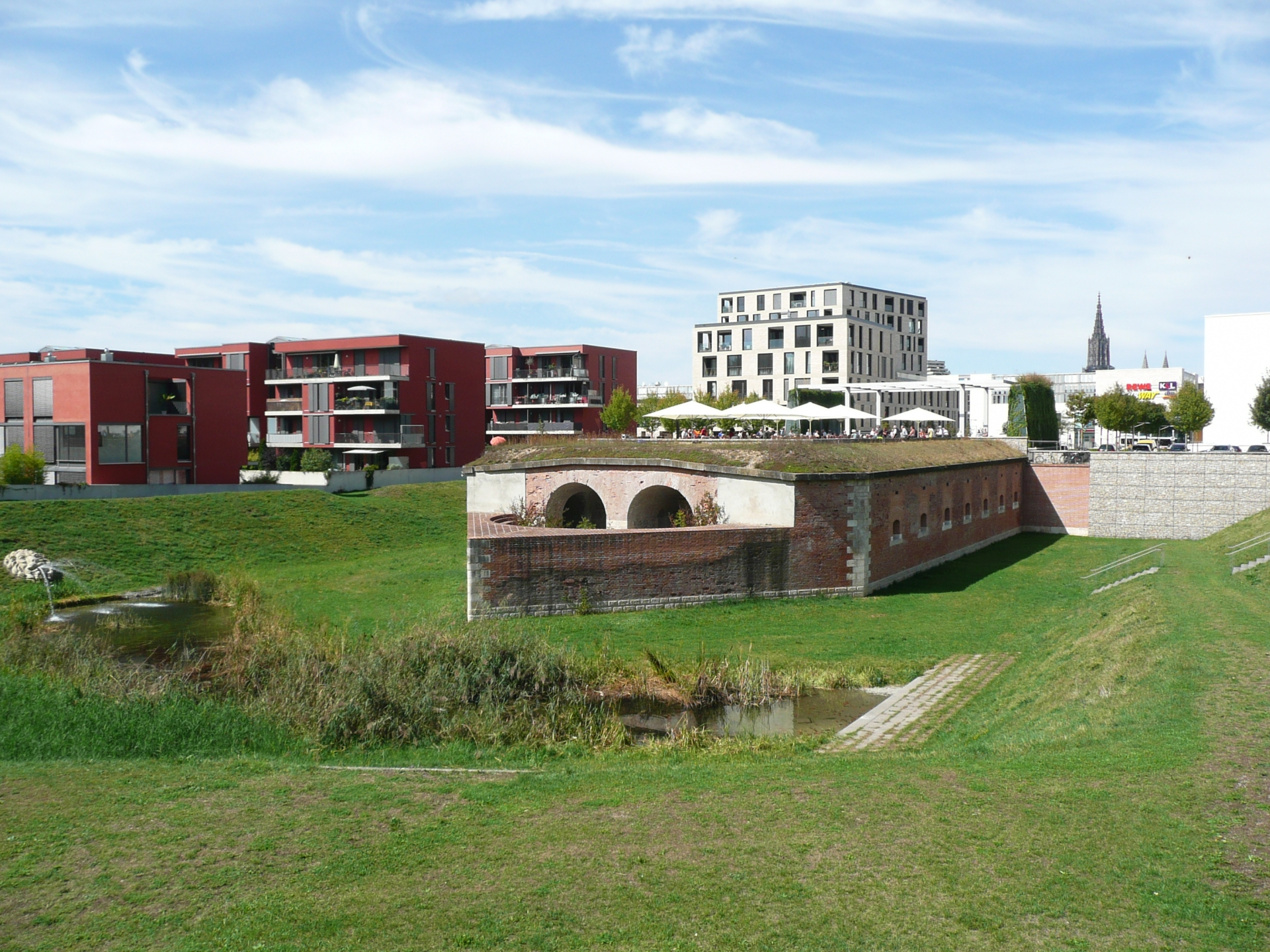
Veranstaltung auf der Caponniere 4, dahinter die Neue Glacisbastion

Das Gelände südöstlich der neuen Bahntrasse zwischen der neu geschaffenen Meininger Allee und dem Glacispark wurde für den Wohnungsbau erschlossen. In mehreren Bauabschnitten entstanden rund um die Caponniere 4 der Ulmer Bundesfestung unter dem Namen Wohnen am Glacispark über 350 Wohneinheiten in Gebäuden mit bis zu acht Stockwerken sowie ein Kindergarten, der mit mehreren Architekturpreisen ausgezeichnet wurde. Der erste Bauabschnitt war im Dezember 2008 nach Abschluss der Landesgartenschau bezugsfertig. Nach zwischenzeitlichen Problemen aufgrund der Wirtschaftskrise und Bedenken hinsichtlich einer Übersättigung des Wohnungsmarktes wurden die Bauarbeiten erst im Jahr 2011 fortgesetzt. Die letzten Bauabschnitte wurden Ende 2017 fertiggestellt und umfassen nochmals mehrere hundert Wohneinheiten sowie Räumlichkeiten für Arztpraxen, Büros und Gastronomie. Die Caponniere selbst wird in den Sommermonaten für kulturelle Veranstaltungen genutzt.
Nordwestlich der Bahntrasse entlang der Bahnhofstraße wurde ab April 2013 das Einkaufszentrum Glacis-Galerie gebaut. Die Eröffnung fand am 19. März 2015 statt. Auf rund 25.000 m² Verkaufsfläche finden knapp 100 Geschäfte und mehr als zehn gastronomische Einrichtungen Platz.

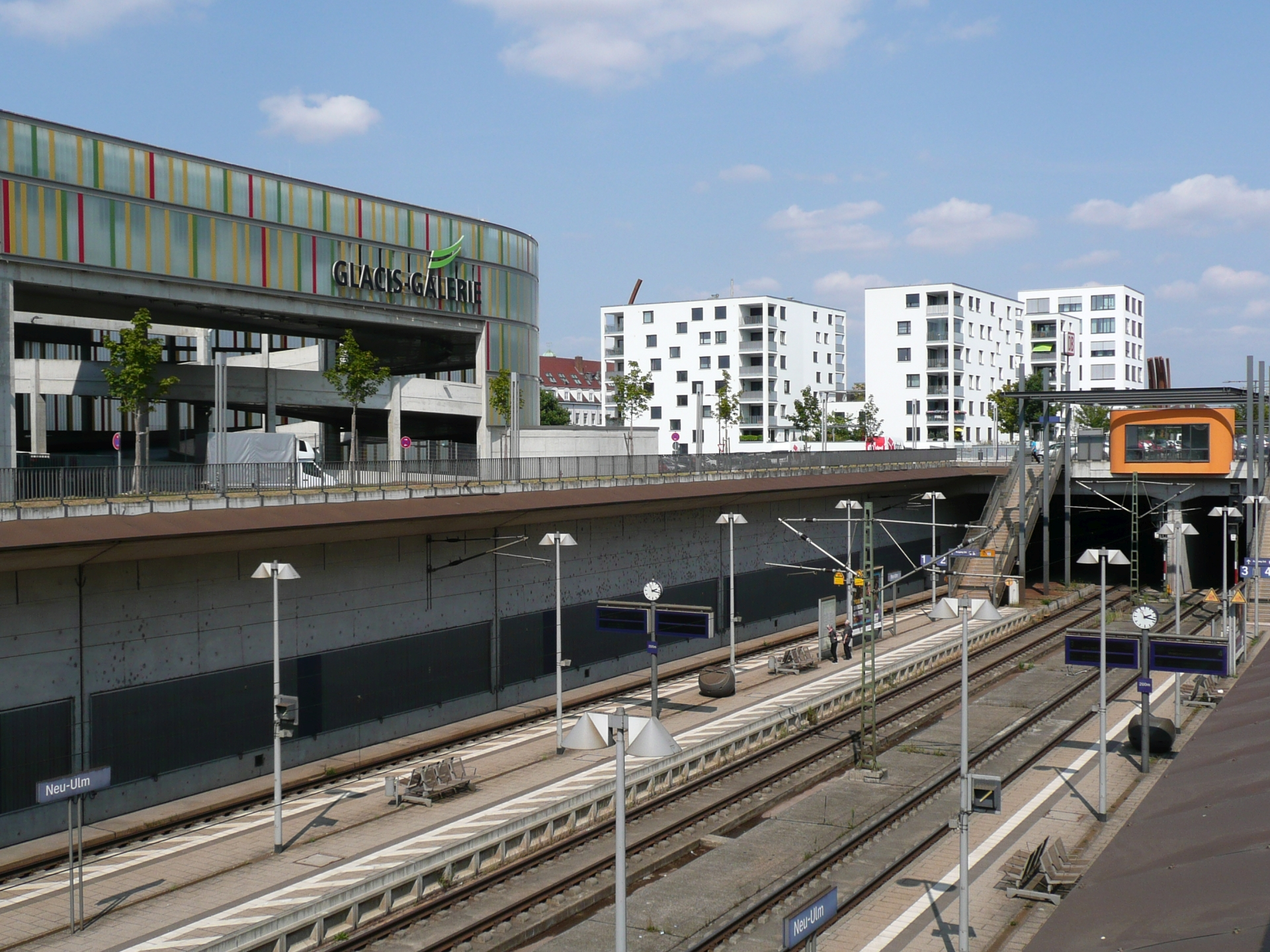
Quartier Wohnen am Kunstpark

Auf der Fläche zwischen Glacis-Galerie, dem neuen Park&Ride-Platz und der Reuttier Straße entstanden zwischen den Jahren 2014 und 2017 Bürogebäude und Wohnungen unter dem Namen Wohnen am Kunstpark. Während der Bauarbeiten wurden Maueranlagen sowie zwei Brückenwiderlager der früheren Bundesfestung freigelegt. Die daraus resultierenden Abstimmungen mit dem Denkmalschutz verzögerten den Weiterbau um mehr als ein Jahr. Letztlich konnten die Überreste jedoch nicht sinnvoll in die Neubebauung integriert werden und wurden abgetragen, was zu massiver Kritik führte.

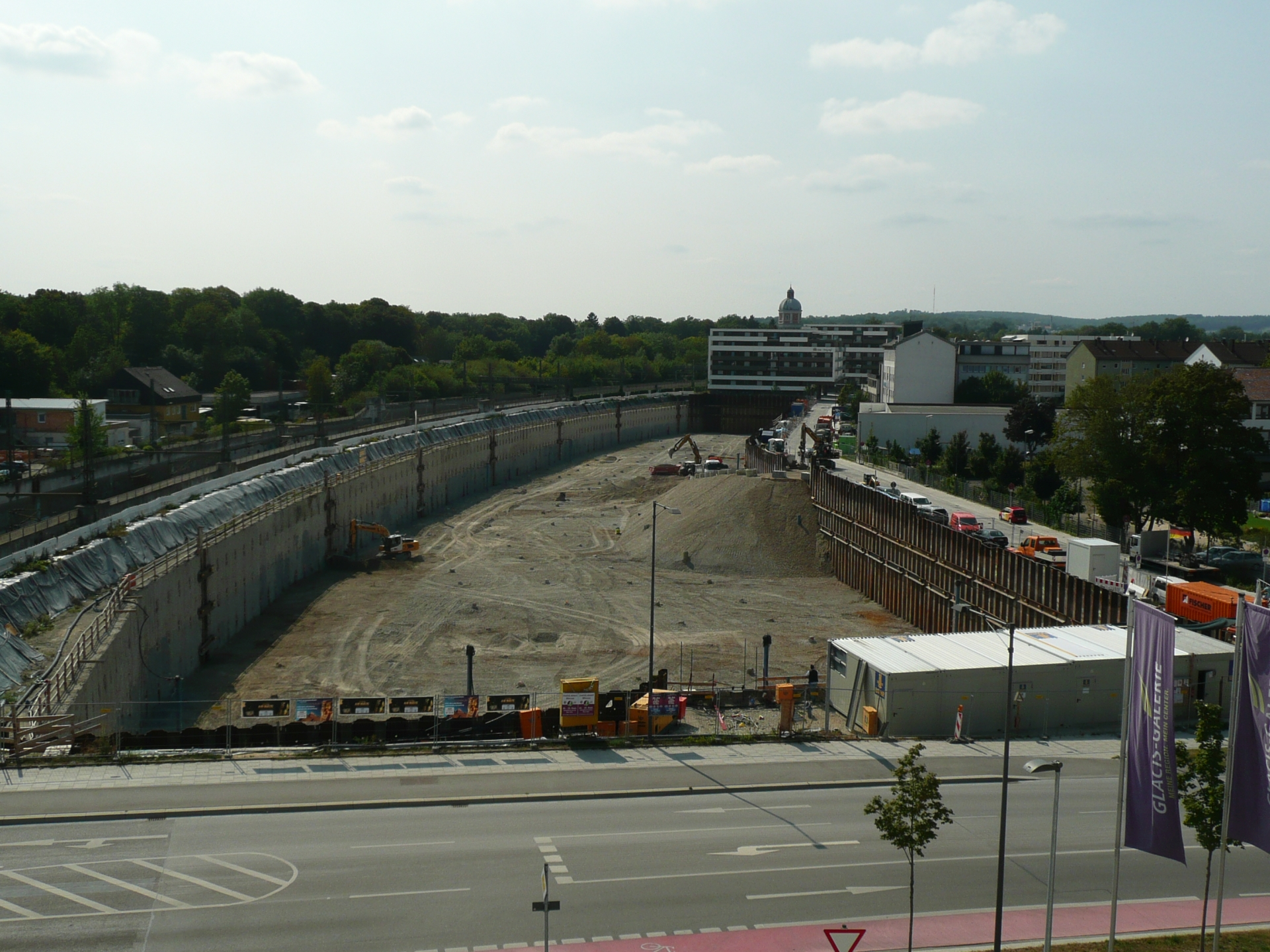
Baugrube Südstadtbogen mit den fertiggestellten Studentenappartements im Hintergrund

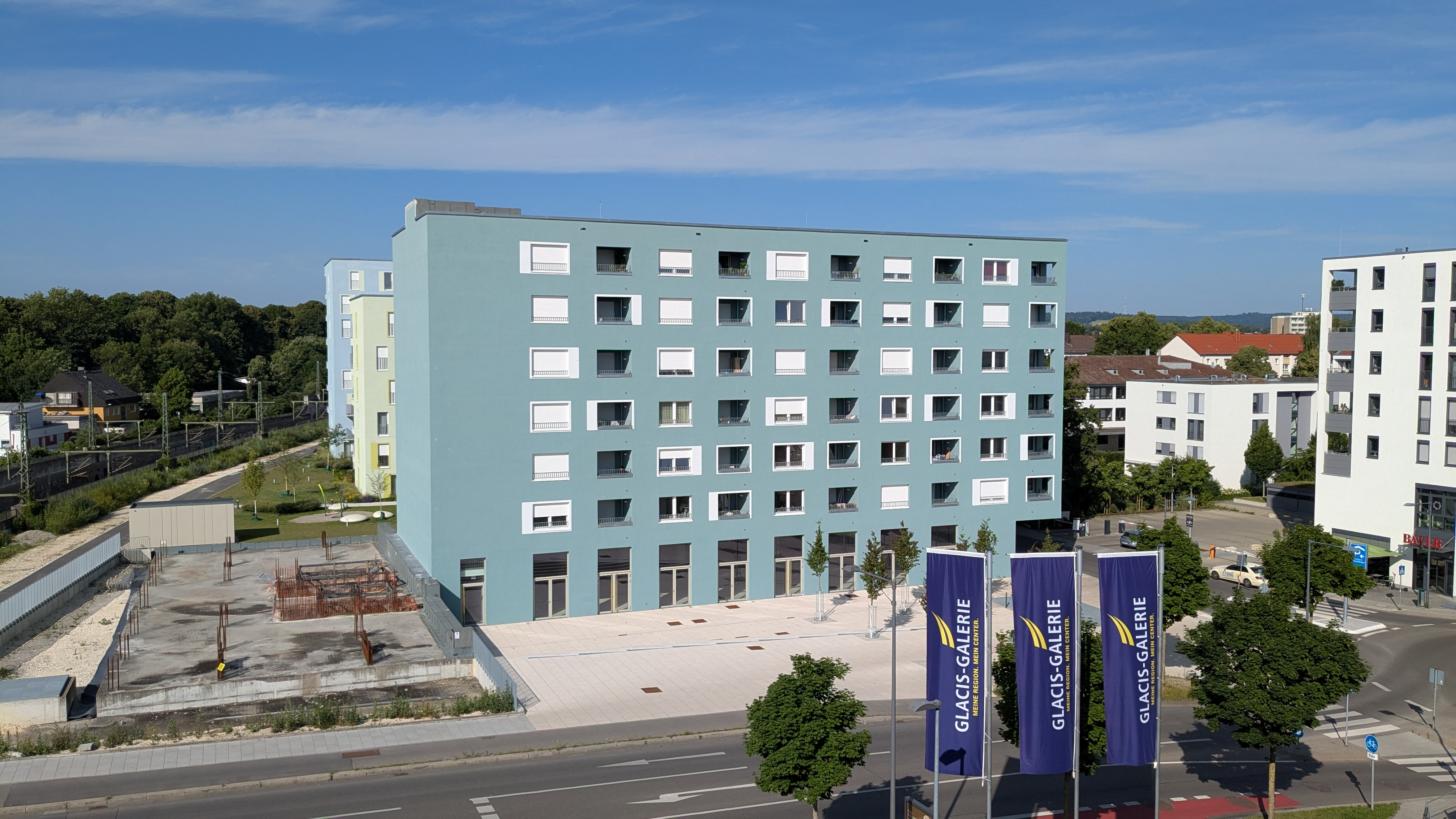
Südstadtbogen mit dem Fundament des noch nicht realisierten Südstadtturms

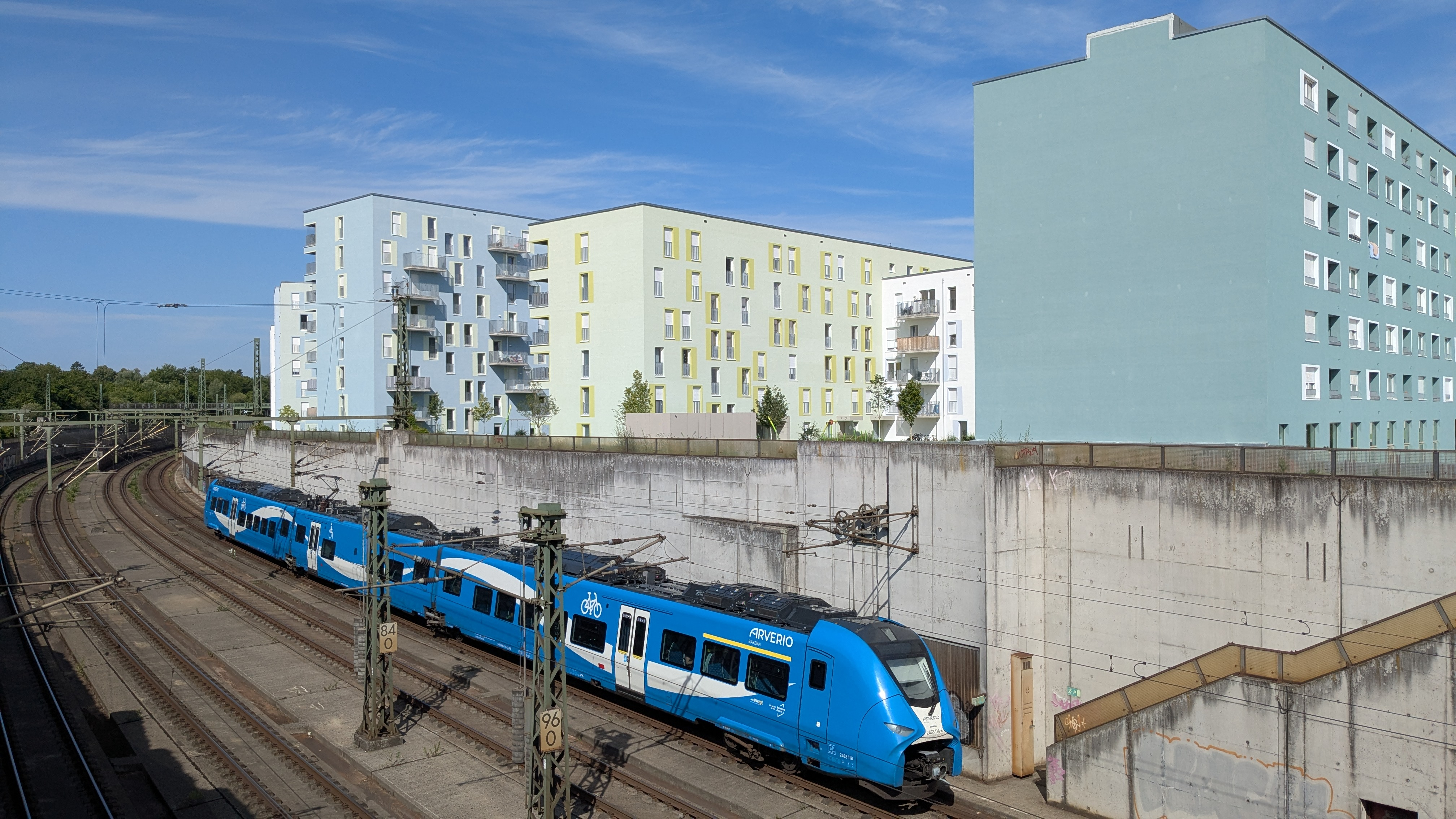
Südstadtbogen am westlichen Trog

Auf dem 2,5 Hektar großen Areal westlich der Glacis-Galerie zwischen Bahntrasse und Gartenstraße wurde weitere Wohn- und Gewerbebebauung unter dem Namen Südstadtbogen realisiert. Nachdem der erste Bebauungsplan mit dem Namen Grüne Höfe aus dem Jahr 2013 nicht realisiert wurde, entstand im Jahr 2015 das Projekt Südstadthöfe mit 450 Wohnungen sowie einem 13-geschossiges Bürogebäude Südstadtturm, das ab 2017 realisiert wurde. Darunter entstand eine dreigeschossige Tiefgarage mit insgesamt 800 Stellplätzen. Als Ausgleich für das im Mai 2016 geschlossene und 2019 abgerissene vormalige Parkhaus am Bahnhof stehen 390 der neuen Tiefgaragenstellplätze im untersten der drei Parkgeschosse seit August 2024 der Öffentlichkeit zur Verfügung. Im westlichen Teil der Fläche wurde bereits ab Anfang 2016 ein privates Studentenwohnheim mit 292 Appartements gebaut, das Anfang 2017 fertiggestellt wurde. Nach zwischenzeitlicher Insolvenz des ursprünglichen Projektentwicklers wurden die Wohnungen des Südstadtbogens bis 2024 fertiggestellt. Der Südstadtturm wurde hingegen nicht realisiert, das Grundstück sollte 2024 und 2025 mehrfach zwangsversteigert werden, ohne dass ein Interessent das nötige Mindestgebot erbracht hat.